# Banca din Amsterdam

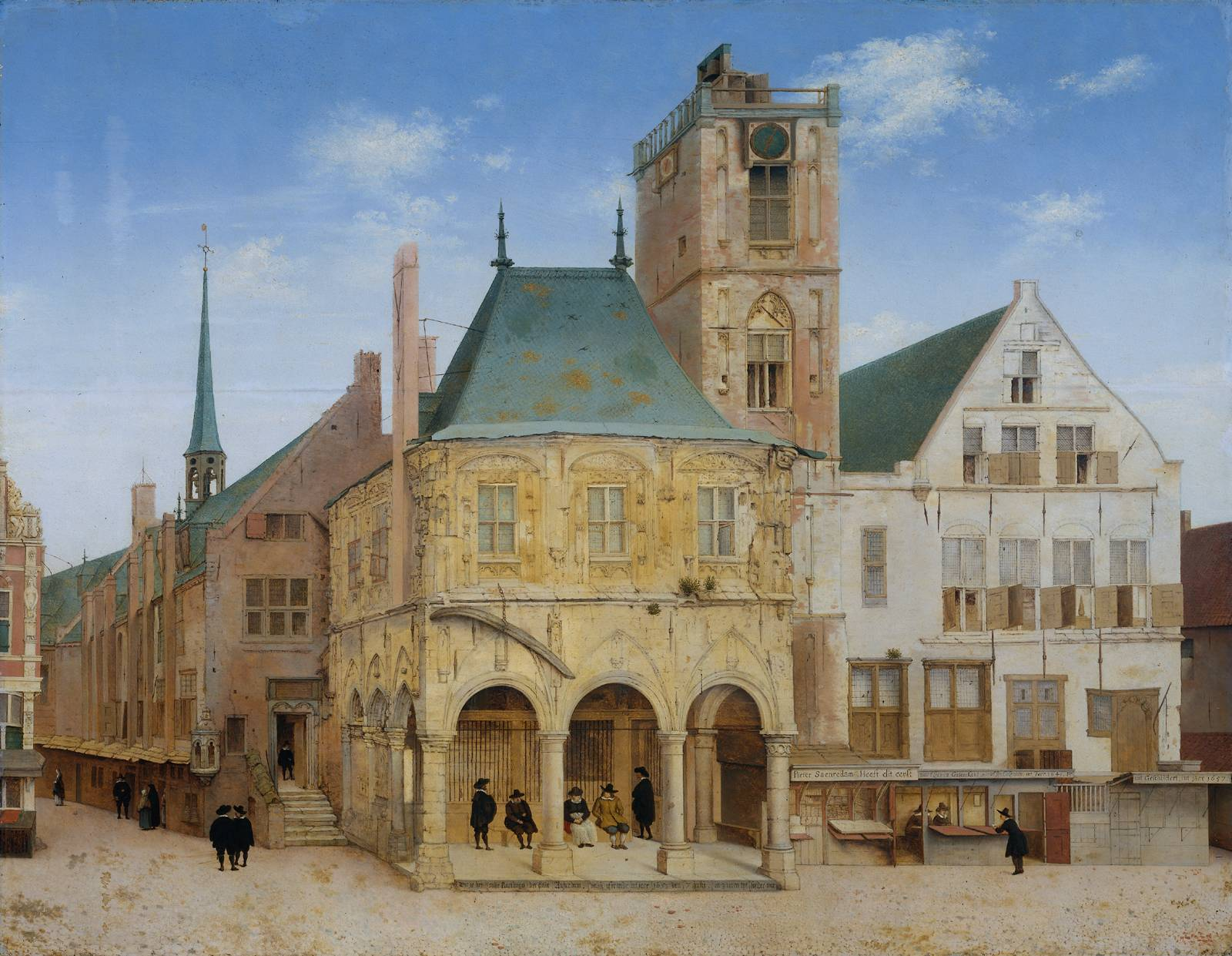
Un tablou pictat de Pieter Saenredam a vechii primării din Amsterdam unde a fost fondată banca în 1609.

Banca din Amsterdam (uneori numită și Banca Municipală din Amsterdam sau Banca de Schimburi, în limba olandeză Amsterdamsche Wisselbank) a fost o bancă care a început să funcționze din 31 ianuarie 1609, banca a fost întemeiată pe principiul obligației de a păstra depozitele la vedere a deponenților într-un procent de 100%, banca a dat faliment în 1819. Dovezile arată că pe parcursul primilor săi ani de existență între 1610 și 1616 depozitele bancare cât și rezervele de numerar atingeau aproape un milion de florini. Din 1619 până în 1635 depozitele au urcat până la 4 milioane de florini, iar rezervele au depășit 3,5 milioane de florini. Pentru ca în 1645 rezervele să ajungă la 11,285 milioane de florini, iar rezervele de numerar ale băncii erau 11,8 milioane de florini. Între 1721 și 1722 depozitele totalizau 28 de milioane de florini. Menținerea unei rezerve la acest nivel a protejat deponenții, astfel că în anul 1672 a existat o panică în rândul deponenților, dar menținerea rezervelor a dus ca fiecare deponent a putut să își retragă depozitele la cere. Alte bănci au fost nevoite să suspende plățile precum băncile din Rotterdam și Middleburg. Franța având pe Ludovic al XIV-lea ca și rege declară război Provinciilor Unite în data de 6 aprilie 1672. Banca percepea o taxă modică pentru păstrarea depozitelor, fiecare persoană deschizând prima dată un cont la bancă, achita o taxă de zece șilingi, iar fiecare cont nou trei guldeni și trei stiver-i. Pentru fiecare transfer se practica un comision de doi stiver-i. Pentru transferuri mai mici de 300 de guldeni se percepea 6 stiver-i, pentru descurajarea transferurilor de valoare mică. Conform lui Adam Smith, Banca din Amsterdam era condusă de patru administratori ai orașului burgmasters, care se schimbau în fiecare an. Fiecare dintre aceștia inspecta visteria, compara conținutul în numerar al acesteia cu înregistrările de depozite din contabilitate și declara sub jurământ că cele două coincideau. Începând cu 1780 banca a încălcat principiul care a stat la înființarea sa, depozitele fiind de 20 de milioane de florini, iar rezervele de 4 milioane. În 1820 anul falimentului rezervele erau de 140 de mii de florini.

## Banca din Amsterdam, inovații
În Evul Mediu, negustorii care erau nevoiți să se deplaseze dintr-un oraș în altul, expunându-se astfel jafurilor, preferau să depnă monedele de au la o bancă în schimbul certificatului de depozit. Acest certificat de depozit corespundea unei anumite cantități de metal, cantitate nestandardizate. Banca din Amsterdam a emis bilete de anumite valori care erau standardizate, aceste bilete erau convertibile în aur, adică deținătorul biletului se putea prezenta la ghișeul băncii pentru a cere cantitatea de aur ce îi revine biletului.   Pentru fiecare bilet emis banca păstra o rezervă de metal prețios, corespunzător biletului emis.